# Acantharachne madecassa
Acantharachne madecassa là một loài nhện trong họ Araneidae.
Loài này thuộc chi Acantharachne. Acantharachne madecassa được M. Emerit miêu tả năm 2000.